# John Meurig Thomas
John Meurig Thomas (15 de dezembro de 1932 – 13 de novembro de 2020) foi um químico britânico. Trabalhou nas áreas da catálise heterogênea, química do estado sólido, ciência dos materiais e ciência de superfícies. 
Com Gábor Somorjai e Norbert Kruse, foi editor do periódico Catalysis Letters.
Foi eleito Membro da Royal Society em 1977.
Recebeu a Medalha Real de 2016.
Morreu em 13 de novembro de 2020, aos 87 anos.